# Yale School of Music
Yale School of Music is het conservatorium van de Yale-universiteit in New Haven (Connecticut), dat opgericht werd in 1854.

## Geschiedenis
Joseph Battell stichtte 5.000 $ in 1854 aan het Yale College om zo spoedig als mogelijk een leraar voor muziek te vinden, die studenten die muziek willen studeren kon opleiden. De leiding van de universiteit vond in Gustave Jacob Stoeckel een instructeur voor kerkmuziek en dirigent voor de koor van de kapel en andere muzikale activiteiten aan het Yale College in 1855. 
Stoeckel's werkzaamheden voerden in 1889 ertoe, dat er aan het college een afdeling voor muziek geopend werd. In 1894 werden de eerste Bachelor-examina gehouden. In hetzelfde jaar ging Stoeckel met pensioen en werd opgevolgd door Samuel Simons Sanford professor in muziek en Horatio Parken professor voor muziektheorie. In 1894 werd het instituut officieel in Yale School of Music benoemd. In 1904 werd Parker decaan van dit conservatorium. 
In 1917 werd de Albert Arnold Sprague Memorial Hall als nieuw gebouw voor het hele conservatorium in gebruik genomen. Het gebouw verenigde kantoren, studio's, repeteer-ruimtes, seminaar-ruimtes, bibliotheek en concerthal. In 1919 werd Horatio Parker na zijn overlijden opgevolgd door David Stanley Smith, die decaan was tot 1940. Sinds 1932 werden voortgezette studies voor gegradueerden met studierichting Master of Music gehouden.  
In 1954 werd de Albert Arnold Sprague Memorial Hall werd uitgebreid, omdat de bibliotheek grotere ruimtes benodigde. Verder werd er een andere accommodatie, de York Hall uitgebreid en hernoemd in Stoeckel Hall ter huldiging van de eerste instructeur in muziek. 
In 1958 werd de Yale School of Music exclusief een professionele gradueerden school, dat als voorwaarden voor de opname de afsluiting van een Bachelor of Music studie bestemde en uitsluitend nog het voortgezette studium tot Master of Music in het aanbod had. Vanaf 1968 zijn er promotie-studies tot Master of Musical Art of Doctor of Musical Arts mogelijk.
Van 1970 tot 1980 was de musicoloog Philip Nelson decaan van het conservatorium. In 1973 werd het Institute of Sacred Music geëtaleerd met de interdisciplinaire studierichting music, liturgy, and the arts. In 1980 werd musicoloog Frank Tirro decaan, die in 1989 opgevolgd werd door Ezra Laderman. Sinds 1995 is de pianist Robert Blocker nu decaan.

## Bibliotheek
De Irving S. Gilmore Music Library beschikt over rond 130.000 partituren en boeken en rond 20.000 muziek-opnames. Dat biedt uitgebreide mogelijkheden voor de studenten. Verder staan in de Yale University Collection of Musical Instruments meer dan 1.000 muziekinstrumenten met een grote verzameling van instrumenten uit de Europese muziektraditie tussen 1550 tot 1850.